# Alphonse Bertillon
Pour les articles homonymes, voir Bertillon.
Alphonse Bertillon, né à Paris le 22 avril 1853 et mort dans cette même ville le 13 février 1914, est un criminologue et anthropologue français, pionnier dans le domaine de l'identification judiciaire.
En 1879, il entre comme simple commis à la Préfecture de police de Paris. Confronté aux difficultés d'identification des récidivistes, il conçoit un système d’identification anthropométrique, baptisé bertillonnage. En couplant ces données avec la photographie judiciaire, il révolutionne la manière d’identifier les criminels. En 1893, il met au point la photographie judiciaire standardisée. 
Il est également à l’origine de l’emploi des fiches signalétiques centralisées et de la collecte systématique des empreintes digitales - et est à l'origine du fichier anthropométrique des anarchistes.
Appelé à expertiser des documents dans le cadre de cette affaire, il se prononce contre Dreyfus en utilisant une analyse graphologique largement contestée par la suite.
Sa carrière est marquée par des controverses : ses méthodes sont critiquées par certains contemporains, notamment pour leur complexité et les risques d’erreurs humaines. De plus, la montée en puissance de la dactyloscopie (identification par les empreintes digitales), plus simple et plus fiable, finit par supplanter son système anthropométrique.

## Biographie

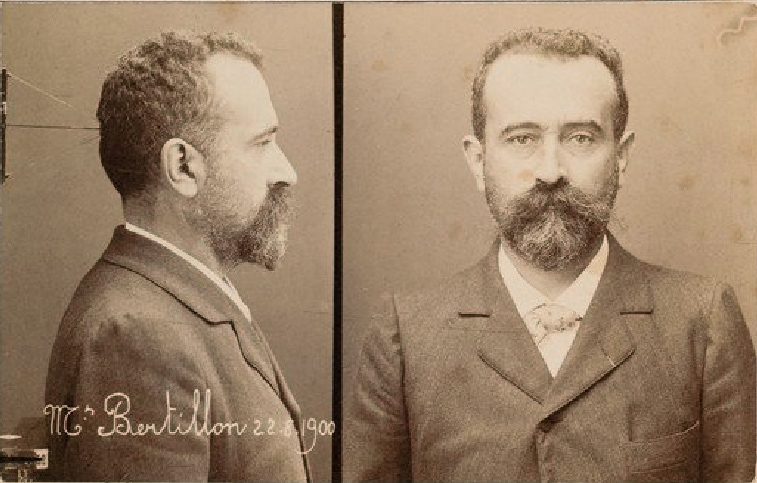
Portraits de Bertillon, de profil et de face, à la manière des photographies d'identification judiciaire, 1900.

Alphonse Bertillon est le petit-fils du démographe Achille Guillard (1799-1876), le fils de Louis-Adolphe Bertillon, directeur des Statistiques du département de la Seine et cofondateur de l'école d'anthropologie au sein de laquelle il crée la chaire de démographie, et le frère cadet du statisticien et démographe Jacques Bertillon. Élève médiocre, il abandonne ses études de médecine, et son père le fait entrer en 1879 à la préfecture de police de Paris où il exerce la fonction de commis aux écritures.
D'abord simple employé chargé de classer les dossiers des criminels notoires et de rédiger les fiches de signalement des personnes arrêtées, il est nommé chef du service photographique de la préfecture en 1882. C'est en s'inspirant des travaux statistiques d'Adolphe Quetelet qu'il élabore son système d'identification, appelé plus tard « bertillonnage ».

### Système d'identification de Bertillon
La méthode Bertillon part du calcul qu'en prenant quatorze mensurations – taille, longueur des pieds, main, oreille, avant-bras, arête du nez, écartement des yeux, etc. – sur n'importe quel individu, en se servant d'un pied à coulisse et, pour les relevés crâniens, d'une pince céphalique, il n'existe qu'une chance sur 286 millions pour qu'on retrouve les mêmes mesures chez un autre individu. Seuls alors les « mouches » – c'est-à-dire des détenus espions – et des « physionomistes » pouvaient permettre d'identifier notamment les récidivistes.
Ce système anthropométrique apparaît à une époque où les récidivistes représentent la moitié de la population carcérale en France, ce qui suscite la promulgation de la loi de relégation du 27 mai 1885. La préfecture de police adopte le système avec réticence en 1883 : le préfet Louis Andrieux ne voit en son subordonné qu'un cas d'« aliénation mentale » mais, en décembre 1882, Ernest Camescasse, le nouveau préfet, accorde trois mois au modeste employé pour tester la validité de sa méthode. Le 16 février 1883, le système permet pour la première fois l'identification de ce que l'on appelle alors un « cheval de retour », c'est-à-dire un récidiviste.
Un Bureau d'identité est créé en 1883, et du matériel spécialisé est dès lors utilisé dans tous les établissements pénitentiaires : table, tabouret, toise, compas de proportion, tablette et encreur pour prise d'empreintes digitales. Les fiches de signalement qui s'échangent entre les services sont progressivement compilées dans le Bulletin de Police criminelle mis en place par la Sûreté générale.
Le système Bertillon, avec ses mensurations, l'emploi de la photographie anthropométrique dite aussi « face/profil », le signalement descriptif appelé « portrait parlé », la description des stigmates physiques – cicatrice, tatouage, grain de beauté… –, connaît son heure de gloire avec le « bertillonnage » de Ravachol en 1890, permettant l'arrestation de l'anarchiste deux ans plus tard.
Le Bureau d'identité fusionne par la suite avec le service photographique et celui des sommiers judiciaires pour former, sous l'impulsion du préfet Lépine, le service de l'Identité judiciaire, fondé par un décret présidentiel du 11 août 1893.
Demeurant intimement persuadé de la supériorité de sa méthode anthropométrique et réticent à l'ajout des empreintes digitales sur ses fiches signalétiques, il doit accepter en 1894, sous la pression de ses supérieurs, d'intégrer aux fiches la dactyloscopie : l'empreinte des quatre doigts de la main droite et de l'index gauche à partir de 1900 puis, en 1904, celle des dix doigts (décadactylaire). Cette technique dactyloscopique lui aurait permis, le 24 octobre 1902 de confondre Henri-Léon Scheffer, l'assassin d'un domestique au cours d'un cambriolage. Cette affaire est parfois présentée comme la « première identification au monde » par les « seules empreintes digitales » d'un assassin. Cela a été remis en question du fait que l'enquête de proximité, effectuée alors, avait mis en lumière que le domestique entretenait une relation homosexuelle avec Scheffer, le meurtrier, lequel aurait déguisé ce crime passionnel, d'un genre peu avouable à l'époque, en cambriolage. Bertillon aurait en fait été orienté vers Scheffer par cette enquête de proximité, et non par les empreintes, lesquelles ont néanmoins pu être utilisées pour s'assurer que Scheffer était bien le coupable. Quoi qu'il en soit, la véritable première « mondiale » en ce domaine, l'affaire Francisca Rojas (en), aurait eu lieu dès 1892, et serait due au fonctionnaire de police argentin Juan Vucetich.

### Bertillon et l'affaire Dreyfus

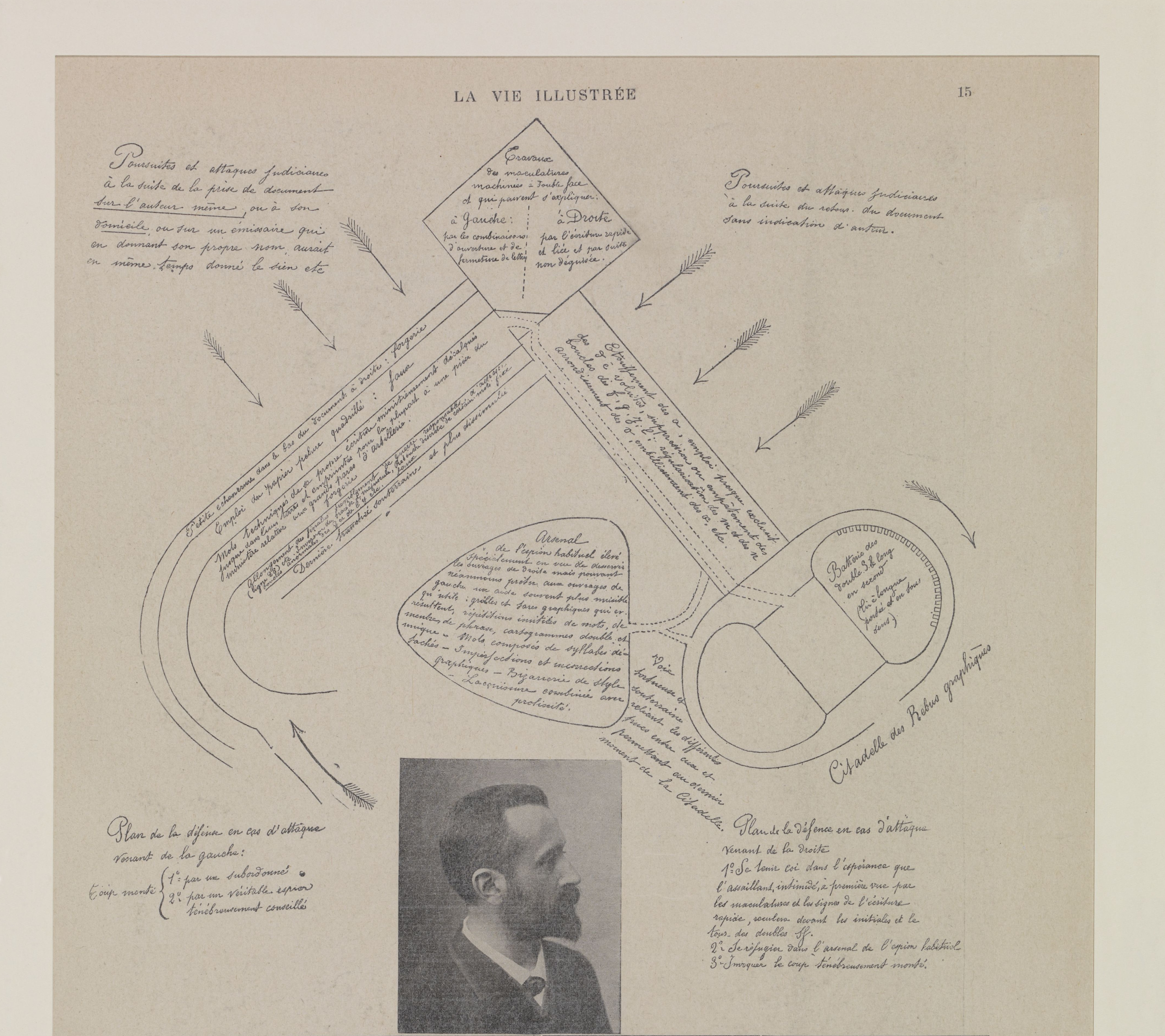
Le « diagramme de Bertillon », par lequel Alphonse Bertillon tentera de démontrer qu'Alfred Dreyfus est bien l'auteur du bordereau. Cette analyse, violemment critiquée par les Dreyfusards, la jugeant absurde et partisane, sera par la suite rejetée.

Pendant l'affaire Dreyfus, Bertillon, qui n'était pas un expert en écriture mais qui est présenté par certains auteurs comme un antisémite notoire, est invité, à la demande de l'accusation, insatisfaite des conclusions des premiers experts graphologues, à intervenir dans le débat qui doit décider si l'écriture du fameux bordereau est ou non celle du capitaine Dreyfus.
Sous une possible pression de l'armée[réf. nécessaire], Bertillon affirme que Dreyfus est bien l'auteur du bordereau. Cette conclusion est par la suite battue en brèche par les mathématiciens Jacques Hadamard, Paul Painlevé et Henri Poincaré qui critiquent le calcul des probabilités pseudoscientifique de Bertillon et sa thèse de l'« autoforgerie », qu'ils considèrent comme délirante : selon Bertillon, Dreyfus aurait en effet contrefait sa propre écriture selon un procédé savant, et aurait rédigé le bordereau non pas pour transmettre des informations à l'ennemi mais pour faire croire que quelqu'un de l'état major le faisait, de sorte que, pour Bertillon, toute divergence graphologique n'est qu'une preuve supplémentaire de la ruse de Dreyfus. La presse dreyfusarde, qui le respectait jusqu'alors, va jusqu'à traiter Bertillon de fou. Toutefois, jusqu'à la veille de sa mort, le gouvernement tentera de le faire revenir sur son expertise, comme si l'acquittement de Dreyfus n'était pas suffisant à l'avoir innocenté : on lui promettra une promotion dans la Légion d'honneur en échange de sa rétractation.
Alphonse Bertillon meurt à Paris le 13 février 1914 au 5 avenue du Trocadéro. Il est inhumé au cimetière du Père-Lachaise (division 89). Deux ans après sa disparition, naît le laboratoire de l'Identité judiciaire. Une rue de Paris porte son nom dans le quartier Saint-Lambert du 15e arrondissement (au sud-ouest de la gare de Paris-Montparnasse).

## Postérité

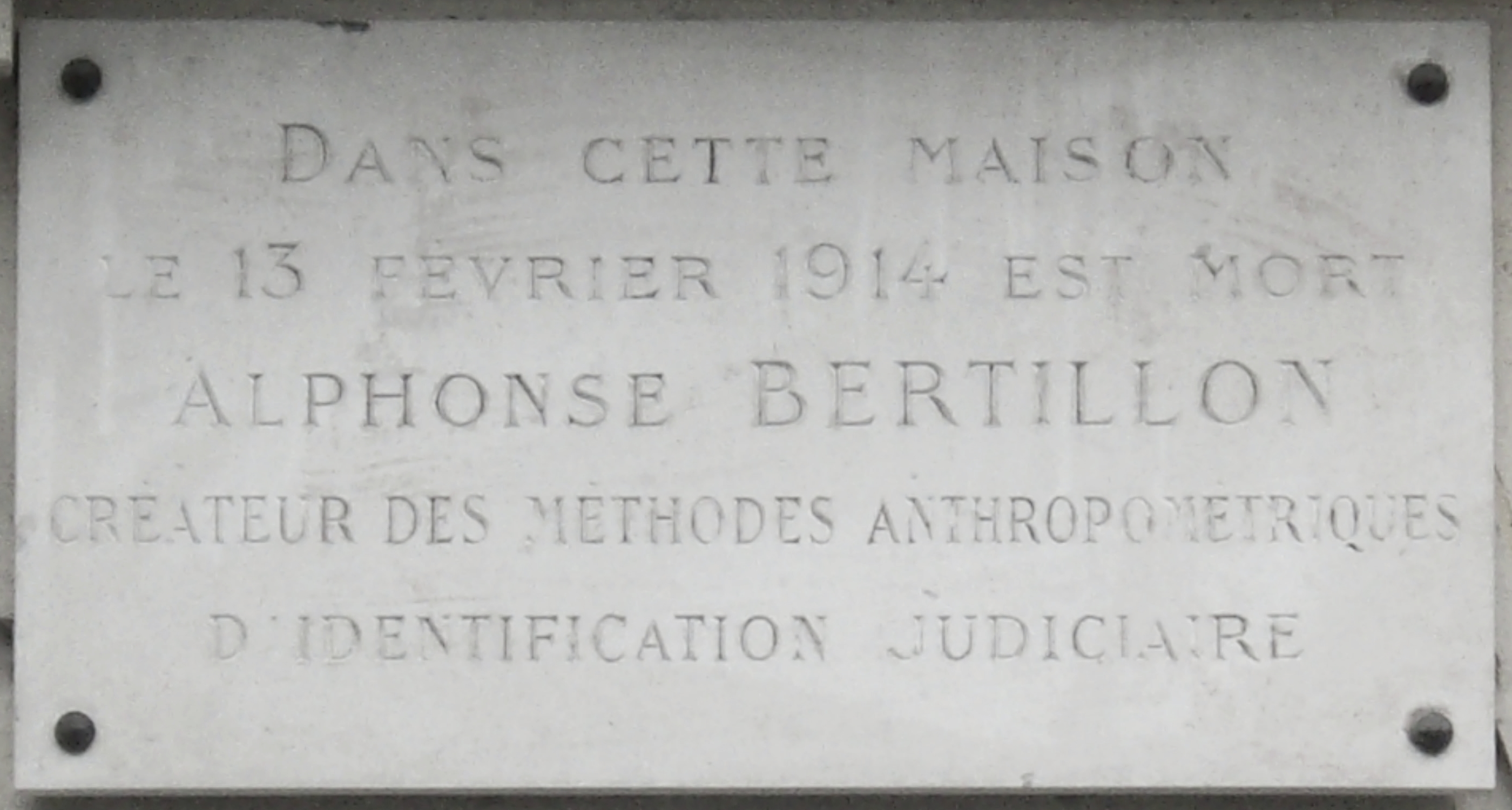
Plaque 5 avenue du Président-Wilson (16e arrondissement de Paris), où il meurt.

Après avoir visé les récidivistes, le bertillonnage s'étend aux « fous » « trouvés » sur la voie publique, aux cadavres non identifiés de la morgue, aux étrangers puis, après la mort de Bertillon, aux étrangers interdits de séjour et, enfin, aux nomades, qui seront répertoriés dans un carnet anthropométrique d'identité en 1912. Le système de Bertillon aura aussi une influence sur la carte d'identité nationale. La biométrie, qui s'applique au fichage en France, s'enracine elle aussi dans le bertillonnage.
Arthur Conan Doyle mentionne Bertillon dans Le Traité naval et surtout dans Le Chien des Baskerville : l'un des clients de Sherlock Holmes le désigne comme le « plus grand expert en Europe », Holmes n'étant que le second. Il est également mentionné dans L'Aliéniste de Caleb Carr.
Dans la série de romans Fantômas (1911-1913), de Pierre Souvestre et Marcel Allain, les enquêteurs ont recours à la science et notamment aux récentes découvertes de Bertillon. Dans le roman Le Mort qui tue, Bertillon lui-même est mis en scène : « […] il paraît que Bertillon est venu et a pu relever des empreintes fort nettes. »
Il est joué par Alain Mottet dans le téléfilm Affaire Dreyfus ou procès Bertillon conçu pour Les Dossiers de l'écran (Antenne 2 - 1980), par Mathieu Amalric dans le film J'accuse sorti en 2019, et par l'acteur belge Christian Hecq, de la Comédie-Française, dans la série télévisée policière Paris Police 1900, diffusée en 2021 et Paris Police 1905, diffusée en 2022 sur la chaîne de télévision française Canal +.
Les méthodes de Bertillon, qui aura rédigé des ouvrages traduits dans de nombreuses langues, sont reprises et adaptées par toutes les polices du monde. Citée deux cents fois dans le New York Times, cette gloire nationale reste le « policier » le plus illustre dans le monde à la fin du XIXe siècle, jusqu'à ce que le système de classification des empreintes digitales supplante le bertillonnage.

## Galerie

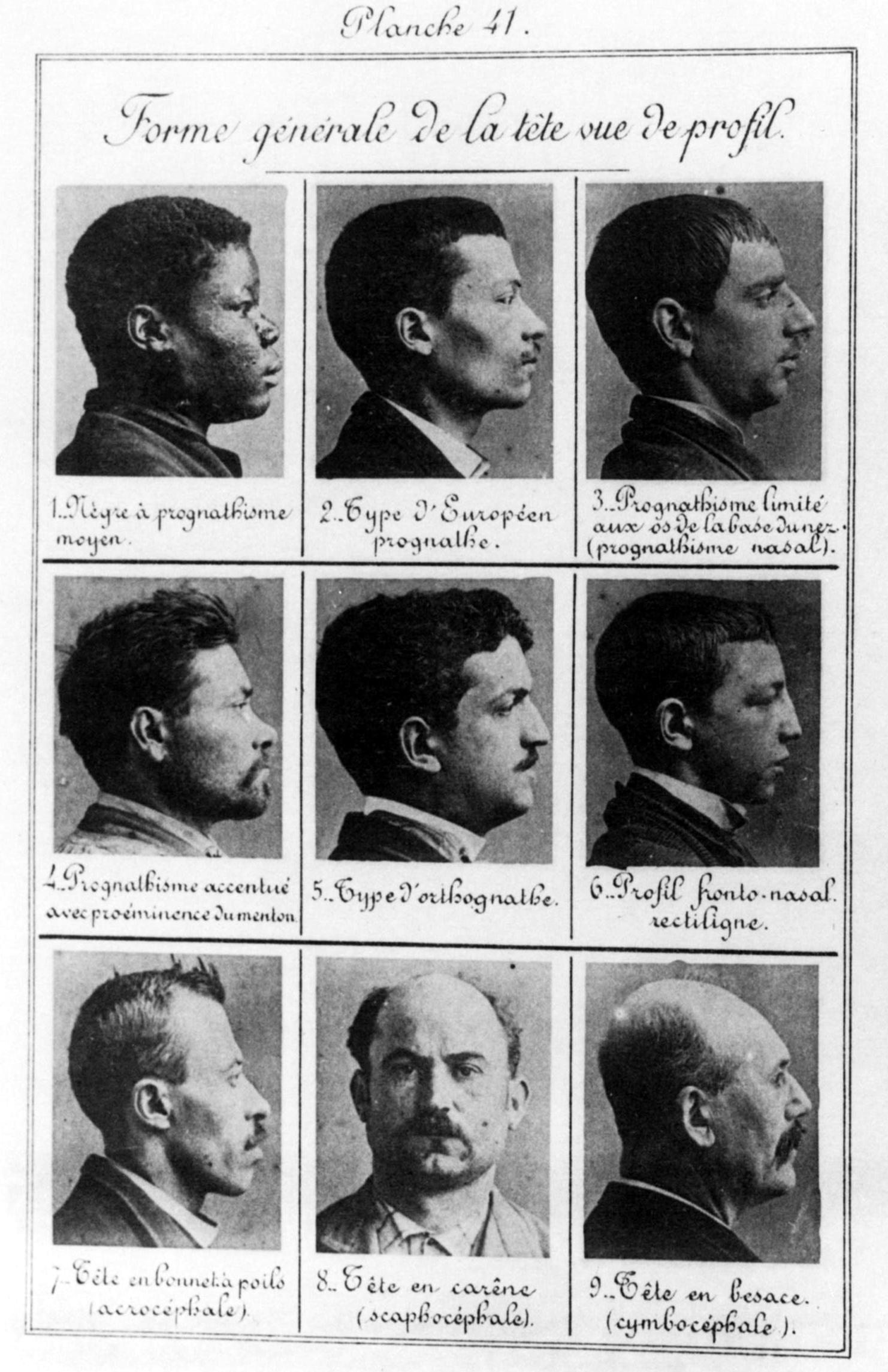
Types criminels. Planche parue dans Identification anthropométrique (1893).
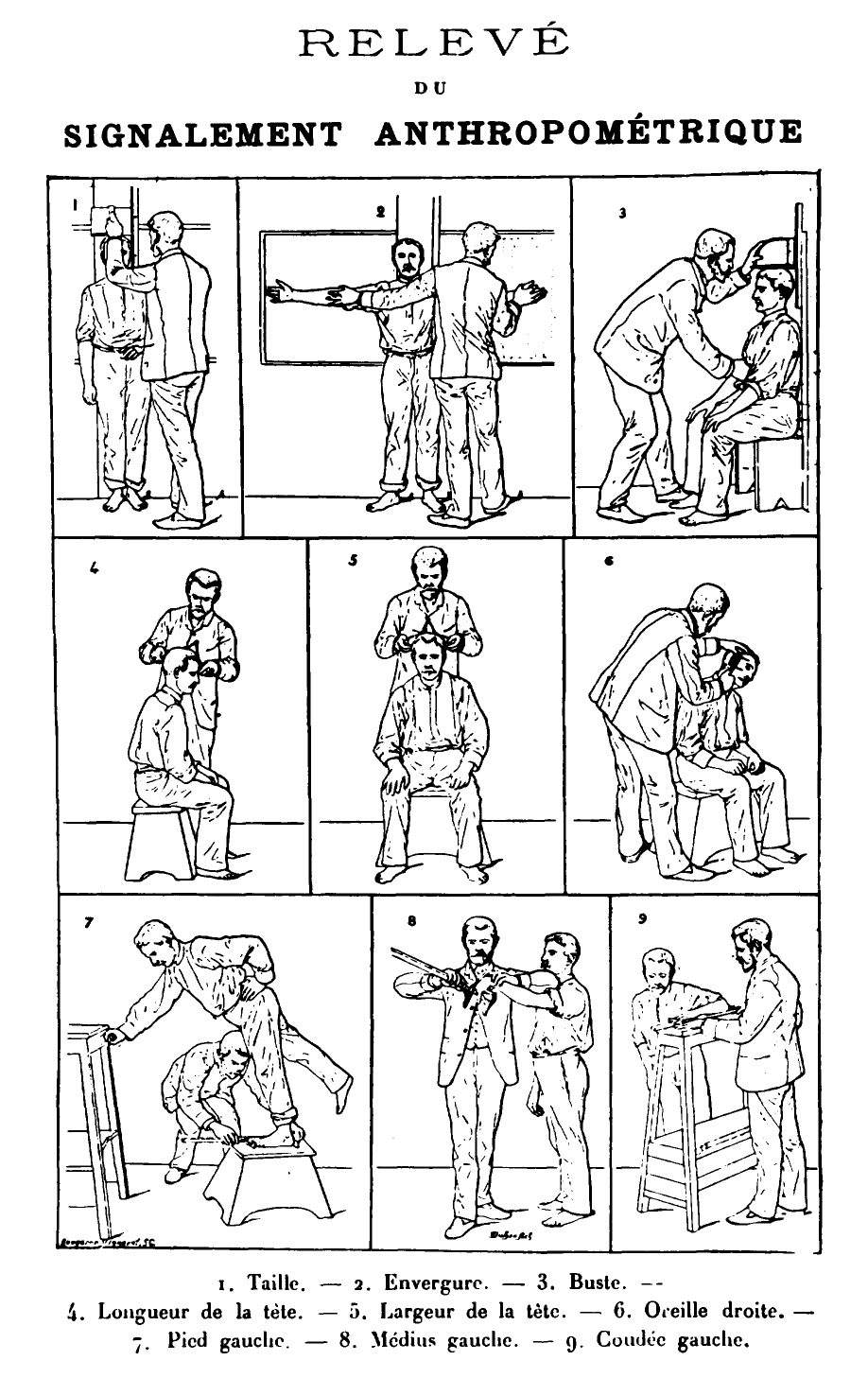
Relevé du signalement anthropométrique. Planche parue dans Identification anthropométrique (1893).
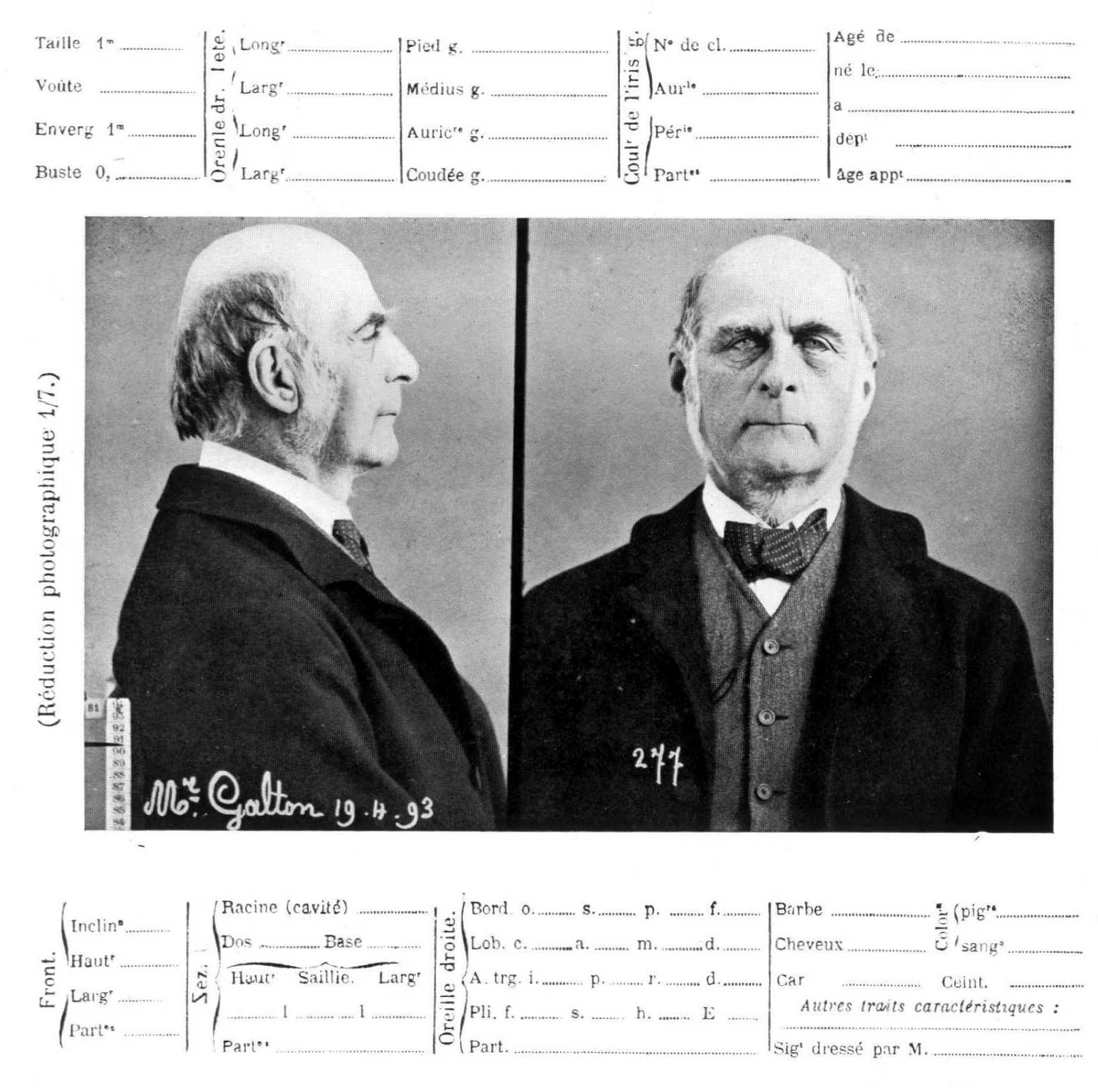
Francis Galton Photographies anthropométriques prises par Bertillon lors de la visite du psychologue britannique dans son laboratoire en 1893.
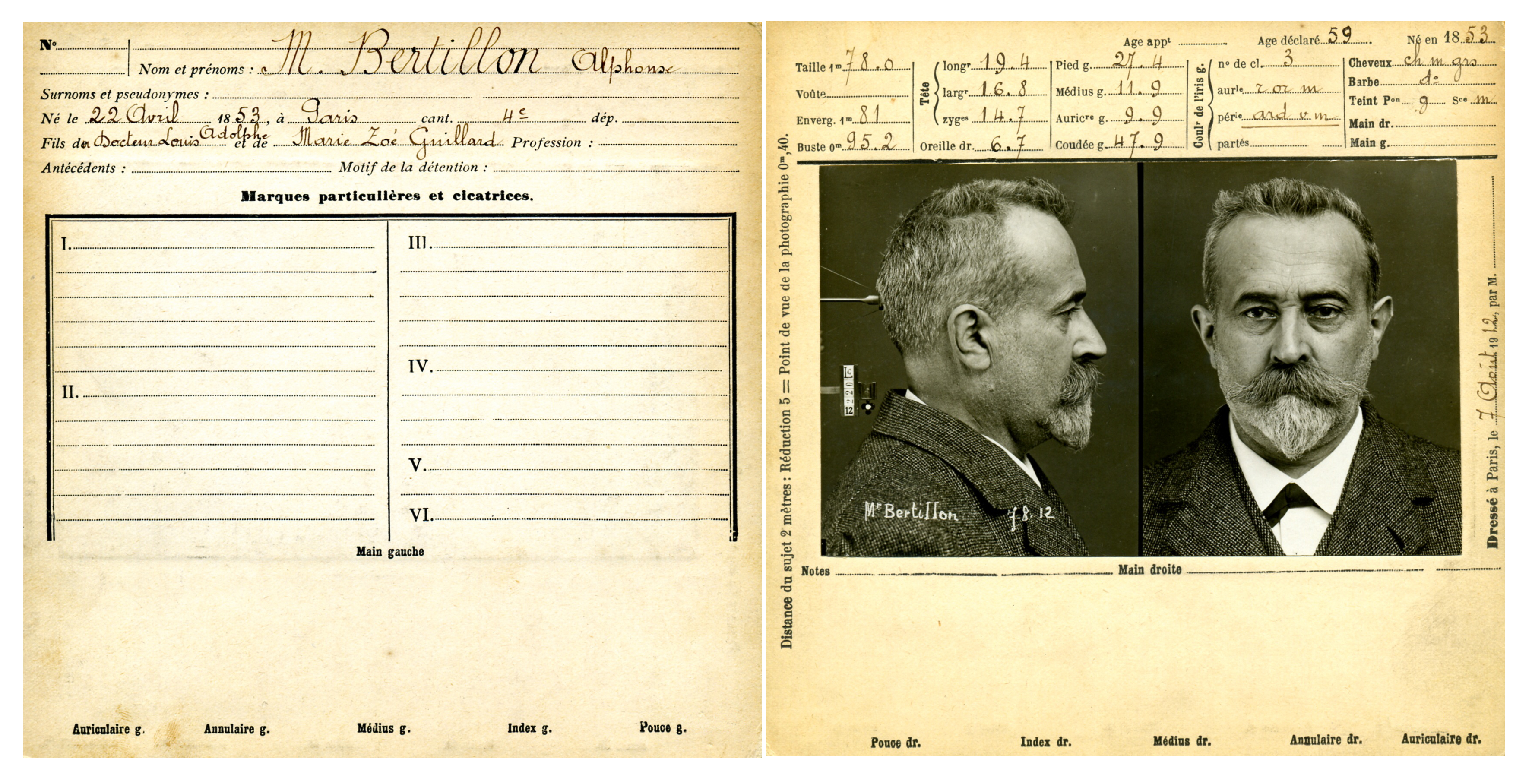
Fiche anthropométrique de Bertillon, par lui-même. 1912. Collections historiques du Service régional d'identité judiciaire de Paris.
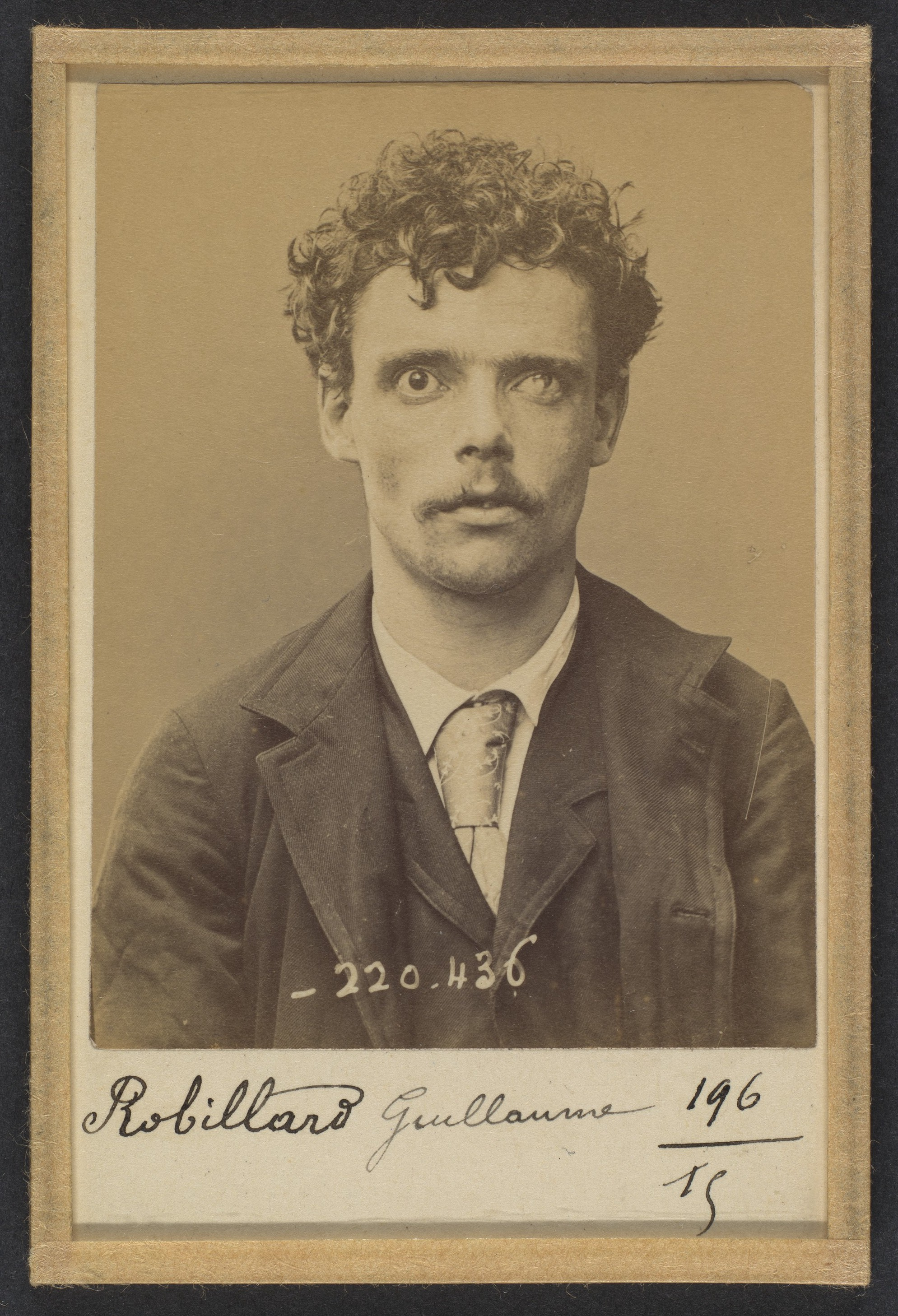
Guillaume Joseph Robillard.

## Publications
- Ethnographie moderne : les races sauvages (1883)
- La Photographie judiciaire, avec un appendice sur la classification et l'identification anthropométriques (1890) [lire en ligne]
- Alphonse Bertillon (ill. Émile Duhousset), Identification anthropométrique : Instructions signalétiques, Melun, 1893 (BNF 30096463, lire sur Wikisource, lire en ligne).
- La Comparaison des écritures et l'identification graphique (1898)
- Anthropologie métrique. Conseils pratiques aux missionnaires scientifiques sur la manière de mesurer, de photographier et de décrire des sujets vivants et des pièces anatomiques. Anthropométrie, photographie métrique, portrait descriptif, craniométrie, avec Arthur Chervin (1909)

### Articles
- « L'Identité des récidivistes et la loi de relégation » dans Annales de démographie internationale, 1883
- « Notice sur le fonctionnement du service d'identification de la préfecture de police, suivie de tableaux numériques résumant les documents anthropométriques accumulés dans les archives de ce service » dans Annuaire statistique de la ville de Paris, 1887
- « Les Noms propres : Calcul de leurs combinaisons orthographiques » dans la Nature, no 782, 26 mai 1888
- « Photographie judiciaire à la préfecture de police de Paris » dans la Nature, no 833, 18 mai 1889
- « Document de technique policière. Affaire Renard et Courtois, assassinat du financier Y » dans Archives d'anthropologie criminelle et de médecine légale, octobre-novembre 1909
- « Le Dynamomètre d'effraction » dans la Nature no 1929, 14 mai 1910
- « La Photographie judiciaire de la préfecture de police à l'exposition de Gand » dans la Nature, no 2086, 17 mai 1913
- Avec Louis Herbette, directeur de l'Administration Pénitentiaire (Ministère de l'Intérieur) :
  - Les signalements anthropométriques: méthode nouvelle de détermination de l'identité individuelle, Lib. G. Masson, (conférence au congrès international pénitentiaire de Rome) 1886